# Liste der Abgeordneten zum Salzburger Landtag (17. Gesetzgebungsperiode)
- KPÖ: 4
- SPÖ: 7
- GRÜNE: 3
- ÖVP: 12
- FPÖ: 10

Die Liste der Abgeordneten zum Salzburger Landtag (17. Gesetzgebungsperiode) listet die Abgeordneten zum Salzburger Landtag in der 17. Gesetzgebungsperiode (ab 2023) auf.

## Geschichte
Nach der Landtagswahl in Salzburg 2023 am 23. April entfielen 12 der 36 Mandate auf die Österreichische Volkspartei (ÖVP, minus drei Mandate), zehn auf die Freiheitliche Partei Österreichs (FPÖ, plus drei Mandate), sieben auf die Sozialdemokratische Partei Österreichs (SPÖ, minus ein Mandat) und wie bisher drei Mandate auf Die Grünen – Die Grüne Alternative (Grüne). NEOS – Das Neue Österreich und Liberales Forum scheiterten an der 5%-Hürde und schieden damit aus dem Landtag aus. Die Kommunistische Partei Österreichs zog mit vier Abgeordneten neu in den Landtag ein.
Die konstituierende Sitzung des Salzburger Landtags und die Wahl und Angelobung der Landesregierung Haslauer jun. III fand am 14. Juni 2023 statt.
Am 9. Jänner 2025 gab Landeshauptmann Wilfried Haslauer junior bekannt, sein Wunsch sei, dass Karoline Edtstadler ihm im Februar 2025 als geschäftsführende Parteiobfrau der ÖVP Salzburg, im Juni 2025 als Parteivorsitzende und im Juli 2025 als Landeshauptfrau nachfolge. Am Landeskongress der ÖVP Salzburg am 28. Juni 2025 wurde Edtstadler mit 97,5 Prozent der Stimmen zur ÖVP-Landesparteiobfrau gewählt. Am 2. Juli 2025 wurde sie vom Salzburger Landtag mit den Stimmen der Abgeordneten von ÖVP, FPÖ und SPÖ zur Landeshauptfrau von Salzburg der Landesregierung Edtstadler gewählt.

## Funktionen

### Landtagspräsidenten
- Brigitta Pallauf (ÖVP) blieb Landtagspräsidentin,[1] zum Zweiten Landtagspräsidenten wurde Andreas Teufl (FPÖ) gewählt.[7]

### Klubobleute
- Bei der ÖVP blieb Wolfgang Mayer Klubobmann
- Die SPÖ wählte 2023 David Egger-Kranzinger als Nachfolger von Michael Wanner zum Klubchef der SPÖ-Landtagsfraktion.[8] Im Oktober 2024 gab Egger-Kranzinger seinen Rückzug als Klubobmann und Landesparteivorsitzender bekannt, zum SPÖ-Klubobmann wurde Markus Maurer gewählt.[9]
- Klubobmann der Freiheitlichen wurde Andreas Schöppl, der Marlene Svazek in dieser Funktion ablöste. Stellvertreter von Schöppl wurden Eduard Egger und Karin Berger[8][10]
- KPÖ-Klubobmann wurde Kay-Michael Dankl[11]
- Bei den Grünen folgte Martina Berthold Kimbie Humer-Vogl als Klubobfrau nach

### Bundesräte
Die Wahl ergab hinsichtlich der Anzahl der Mandate im Bundesrat keine Änderung. Die ÖVP entsendet wie bisher zwei Vertreter in die Länderkammer, je ein Mandat erhielten FPÖ und SPÖ.
Bei ÖVP (Andrea Eder-Gitschthaler und Silvester Gfrerer) sowie der FPÖ (Marlies Doppler) gab es auch keine personelle Änderung. Bei der SPÖ kehrt Michael Wanner in den Bundesrat zurück anstelle von SPÖ-Klubchef David Egger.

### Landtagsabgeordnete
| Name                       | Bild | Fraktion | Fraktion | Anmerkung                                                        |
| -------------------------- | ---- | -------- | -------- | ---------------------------------------------------------------- |
| Berger Karin               |      |          | FPÖ      |                                                                  |
| Berthold Martina           |      |          | GRÜNE    |                                                                  |
| Brandauer Bettina          |      |          | SPÖ      |                                                                  |
| Dankl Kay-Michael          |      |          | KPÖ      | bis 2024, Nachrücker Markus Walter                               |
| Dollinger Karin            |      |          | SPÖ      |                                                                  |
| David Egger                |      |          | SPÖ      | Wechsel vom Bundesrat in den Landtag Klubobmann bis Oktober 2024 |
| Egger Eduard               |      |          | FPÖ      |                                                                  |
| Eichinger Christian        |      |          | KPÖ      |                                                                  |
| Hangöbl Natalie            |      |          | KPÖ      |                                                                  |
| Heilig-Hofbauer Simon      |      |          | GRÜNE    |                                                                  |
| Hochwimmer Andreas         |      |          | FPÖ      |                                                                  |
| Humer-Vogl Kimbie          |      |          | GRÜNE    |                                                                  |
| Jöbstl Martina             |      |          | ÖVP      |                                                                  |
| Klausner Sabine            |      |          | SPÖ      |                                                                  |
| Költringer Hannes          |      |          | FPÖ      |                                                                  |
| Leitner Nicole             |      |          | ÖVP      |                                                                  |
| Maier Dominic              |      |          | FPÖ      |                                                                  |
| Maurer Markus (Max)        |      |          | SPÖ      | Klubobmann seit November 2024                                    |
| Mayer Wolfgang             |      |          | ÖVP      |                                                                  |
| Meisl Roland               |      |          | SPÖ      |                                                                  |
| Pallauf Brigitta           |      |          | ÖVP      |                                                                  |
| Pansy Sarah                |      |          | KPÖ      |                                                                  |
| Rieder Alexander           |      |          | FPÖ      |                                                                  |
| Sauerschnig Rene           |      |          | FPÖ      |                                                                  |
| Schaflechner Markus        |      |          | ÖVP      |                                                                  |
| Scharfetter Hans           |      |          | ÖVP      |                                                                  |
| Schernthaner Hannes        |      |          | ÖVP      |                                                                  |
| Schnitzhofer Hans (Johann) |      |          | ÖVP      |                                                                  |
| Schöchl Josef              |      |          | ÖVP      |                                                                  |
| Schöppl Andreas            |      |          | FPÖ      |                                                                  |
| Schwabl Camilla            |      |          | ÖVP      |                                                                  |
| Teufl Andreas              |      |          | FPÖ      |                                                                  |
| Thöny Barbara              |      |          | SPÖ      |                                                                  |
| Wallner Simon              |      |          | ÖVP      |                                                                  |
| Walter Markus              |      |          | KPÖ      | seit 8. April 2024, Nachrücker für Kay-Michael Dankl             |
| Zallinger Karl             |      |          | ÖVP      |                                                                  |
| Zuckerstätter Anton        |      |          | FPÖ      |                                                                  |